# Kathleen Slay
Kathleen „Katie“ Slay (* 4. November 1991 in Plano, Texas) ist eine ehemalige US-amerikanische Volleyballspielerin.

## Karriere

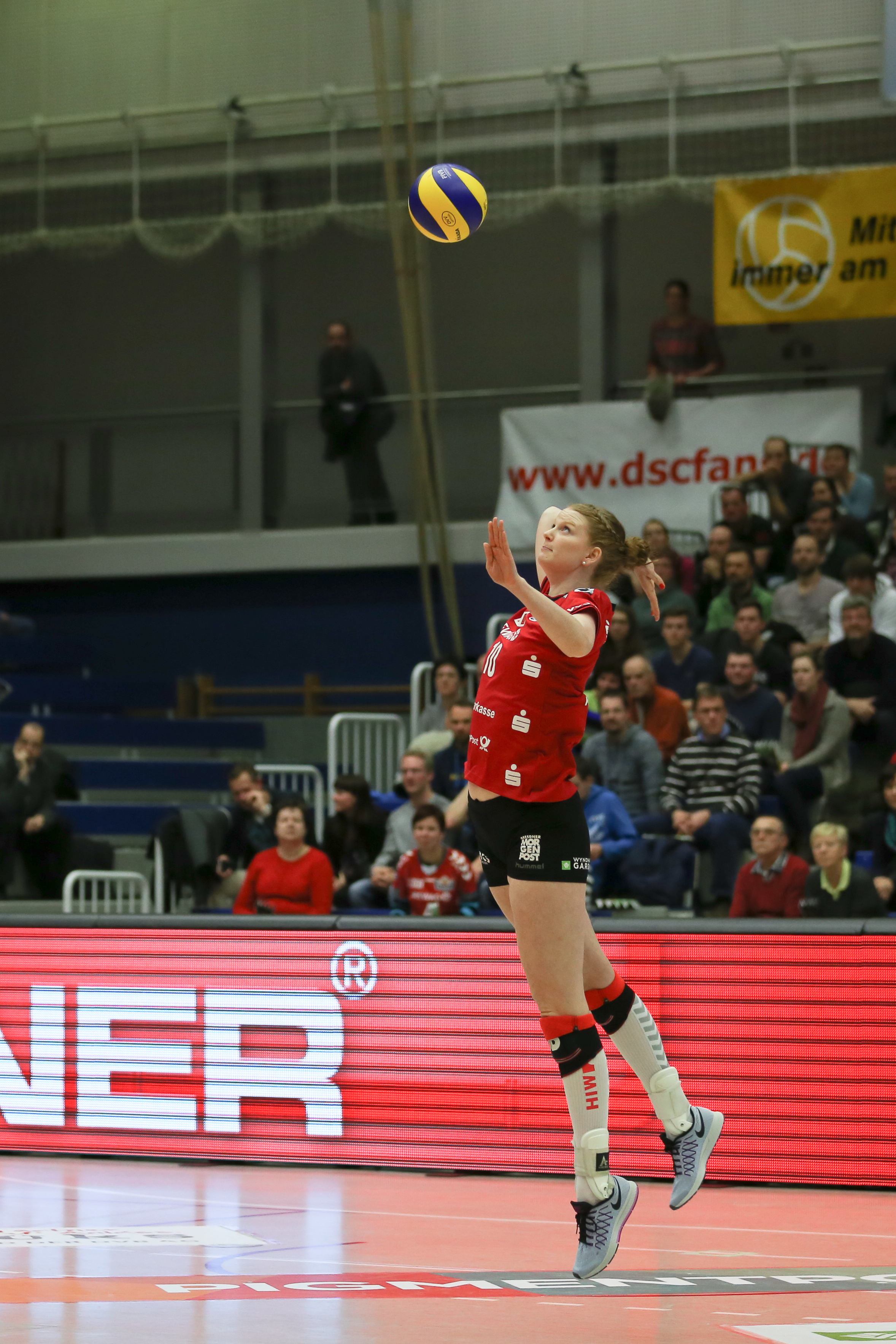
Slay beim Bundesligaheimspiel des Dresdner SC gegen Aurubis Hamburg (2016)

### Verein
Die in Plano, Texas geborene Slay begann ihre Karriere als Volleyballspielerin während ihres Studiums im Frauen-Volleyball-Team der Penn State University, mit dem ihr 2013 der Gewinn der nationalen Meisterschaft gelang. 2014 wechselte die 1,98 Meter große US-Amerikanerin zum französischen Erstligisten Vannes Volley-Ball wechselte, für den sie in der Saison 2014/15 aktiv war.
Im Mai 2015 unterzeichnete die Mittelblockerin einen Ein-Jahres-Vertrag beim Dresdner SC. Dort gelang in ihrer ersten Saison der Gewinn der Deutschen Meisterschaft und des DVV-Pokals. In der Saison 2015/16 erzielte sie 84 Blockpunkte in der Hauptrunde (1,2 Blockpunkte pro Satz) und 28 Blockpunkte (1 Blockpunkt pro Satz) in den Play-offs und war damit jeweils die DSC-Spielerin mit den meisten erzielten Blockpunkten. Im Mai 2016 gab Slay bekannt, dass ihre Karriere zum Ende der Saison 2015/16 beendet um in die USA zurückzukehren und sich „ihrer beruflichen Laufbahn [zu] widmen“.

### Nationalmannschaft
In ihrer Zeit beim Volleyball-Team der US-amerikanischen Penn State University zählte Katie Slay zum erweiterten Kreis der Frauen-Volleyballnationalmannschaft der Vereinigten Staaten.